# Manksches Karussell
Ein Manksches Karussell oder Mank-Karussell ist eine Apparatur, mit der die Wirkung der Luftverschmutzung auf Werkstoffe ermittelt wird. Die Probenahmedauer kann sich auf bis zu sechs Monate erstrecken. Das Manksche Karussell wurde nach seinem Erfinder benannt.

## Aufbau und Verwendung
Ein Manksches Karussell besteht im Wesentlichen aus einem fünfarmigen Stern, der leicht drehbar in ein aus einer Messingbuchse und einer Stahlkugel bestehendes Drehlager eingepasst ist. An den Armen des Sterns werden die Probenplatten montiert, sodass die Apparatur einem Windrad ähnelt. Das Manksche Karussell wird so aufgestellt, dass eine freie Anströmung gewährleistet ist. Der Antrieb erfolgt willkürlich durch die Luftströmung, sodass ständig die Expositionsrichtung geändert wird und eine gleichmäßige Beaufschlagung der Materialproben erreicht wird.
Nach einer bestimmten Expositionsdauer, die für Stahl üblicherweise im Zeitraum von 14 bis 30 Tagen liegt und bei Stein ein halbes Jahr betragen kann, werden die Materialproben im Labor analysiert und mit nicht exponierten Materialproben verglichen. Neben Stahl und Stein mit dem Mankschen Karussell kann mit einer anderen Expositionsmethode auf der Basis spezieller Glaspräparate ("Glassensor-Methode") auch die kombinierte Wirkung von Luftverunreinigungen und Klimaeinflüssen auf Glas und andere anorganische Werkstoffe untersucht werden. Diese Methode findet speziell auch im Kulturgüterschutz und der Denkmalpflege Anwendung.
Soll ein Wirkungskataster – ein ergänzendes Informationssystem zum Emissions- und Immissionskataster – erstellt werden, ist die zeitgleiche Gewinnung von IRMA-Daten am selben Messort sinnvoll. Im Gegensatz zu den IRMA-Daten sind die mit dem Mankschen Karussell gewonnenen Daten Komponenten-unspezifisch.